# 油胡瓜魚
油胡瓜魚（Spirinchus thaleichthys）是一種胡瓜魚科魚類，於北美洲太平洋沿岸的湖泊及河口湾生活，體長可達20公分，會進行洄游，以小型甲殼類為食，生活習性不明，可做為食用魚。